# Städtische Bühnen Frankfurt

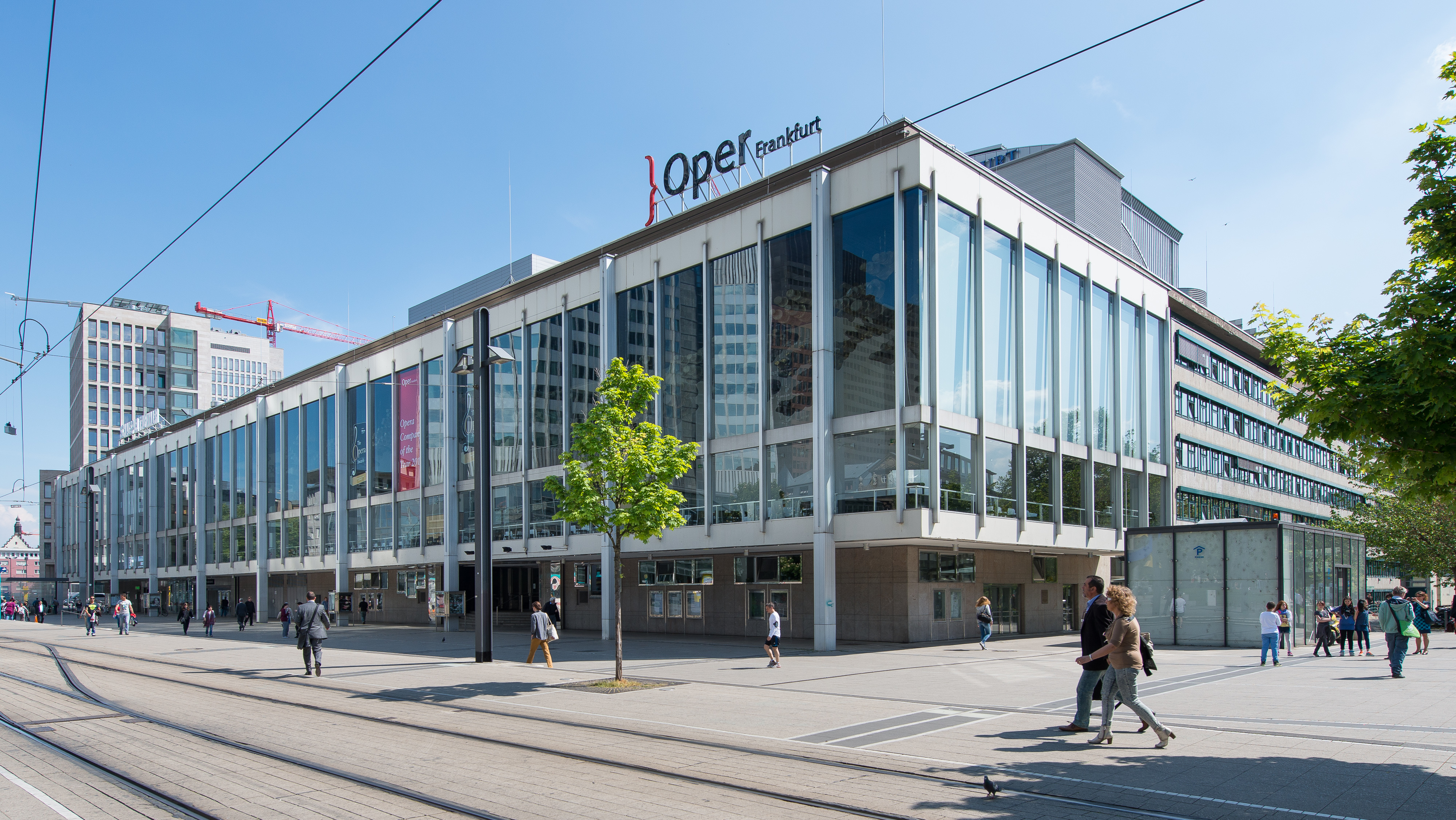
Opern- und Schauspielhaus (2014)

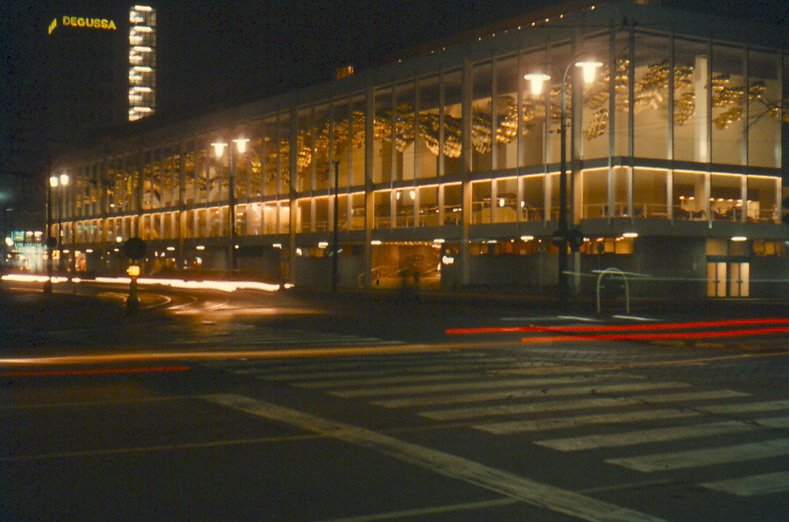
Frontseite bei Nacht (2007)

Die Städtischen Bühnen Frankfurt sind die kommunalen Theaterbetriebe in Frankfurt am Main und die größten in Hessen. Sie sind in die zwei künstlerisch selbständigen Bereiche Oper Frankfurt und Schauspiel Frankfurt gegliedert.
Das Schauspiel Frankfurt bedient die Sparte des Sprechtheaters, das seit der Spielzeit 2017/18 unter der Leitung von Anselm Weber steht. Die Sparte Musiktheater wird durch die Oper Frankfurt bedient. Die Oper Frankfurt wurde 1995, 2003, 2015, 2018, 2020, 2022 und 2023 von der Zeitschrift Opernwelt als „Opernhaus des Jahres“ ausgezeichnet. Intendant der Oper Frankfurt ist seit 2002/2003 Bernd Loebe, Generalmusikdirektor war von 2008 bis 2023 Sebastian Weigle, seit der Spielzeit 2023/24 übernimmt Thomas Guggeis dieses Amt. 

## Spielstätten
Wichtigste und größte Spielstätte ist das 1963 eröffnete Opern- und Schauspielhaus, die sogenannte Theaterdoppelanlage. am Willy-Brandt-Platz (bis 1992 „Theaterplatz“) gegenüber dem Eurotower. Das Opernhaus verfügt über 1369 Sitzplätze, das Schauspielhaus über 689; eine weitere vom Schauspiel genutzte Bühne ist das Kammerspiel mit 187 Plätzen.
Als zusätzliche Spielstätte verwenden Oper und Schauspiel regelmäßig das Bockenheimer Depot, eine ehemalige Wartungshalle für Straßenbahnen im westlichen Stadtteil Bockenheim.
Die Ruine des im Zweiten Weltkrieg zerstörten Opernhauses am Opernplatz wurde erst 1976 bis 1981 wieder aufgebaut. Unter dem Namen Alte Oper dient sie seitdem als Konzert- und Gastspielhaus. Sie wird von der städtischen Alte Oper Frankfurt Konzert- und Kongresszentrum GmbH betrieben und ist mit den Städtischen Bühnen weder organisatorisch noch künstlerisch verbunden.

## Geschichte

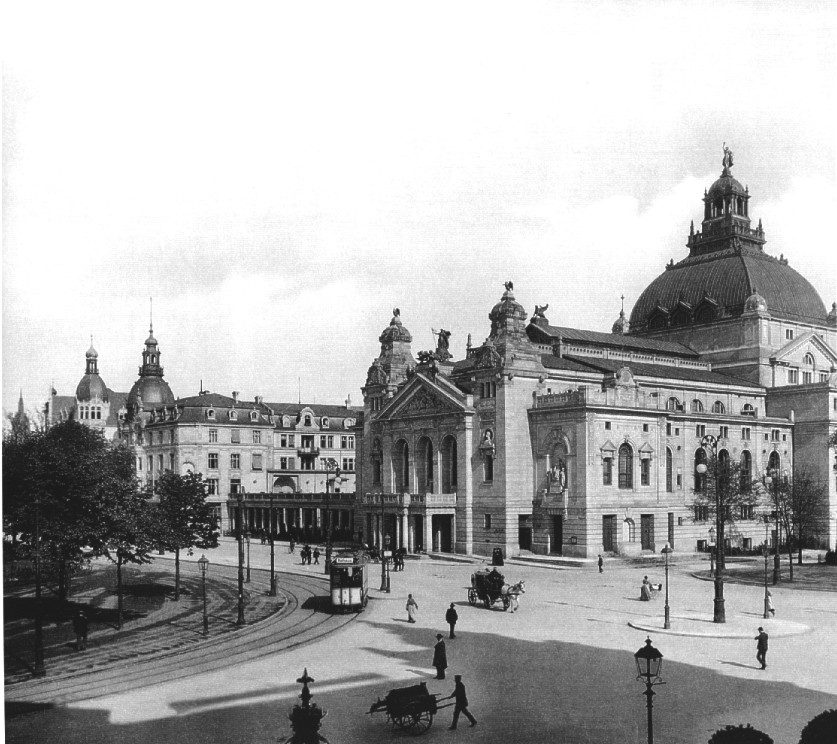
Ehemaliges Schauspielhaus

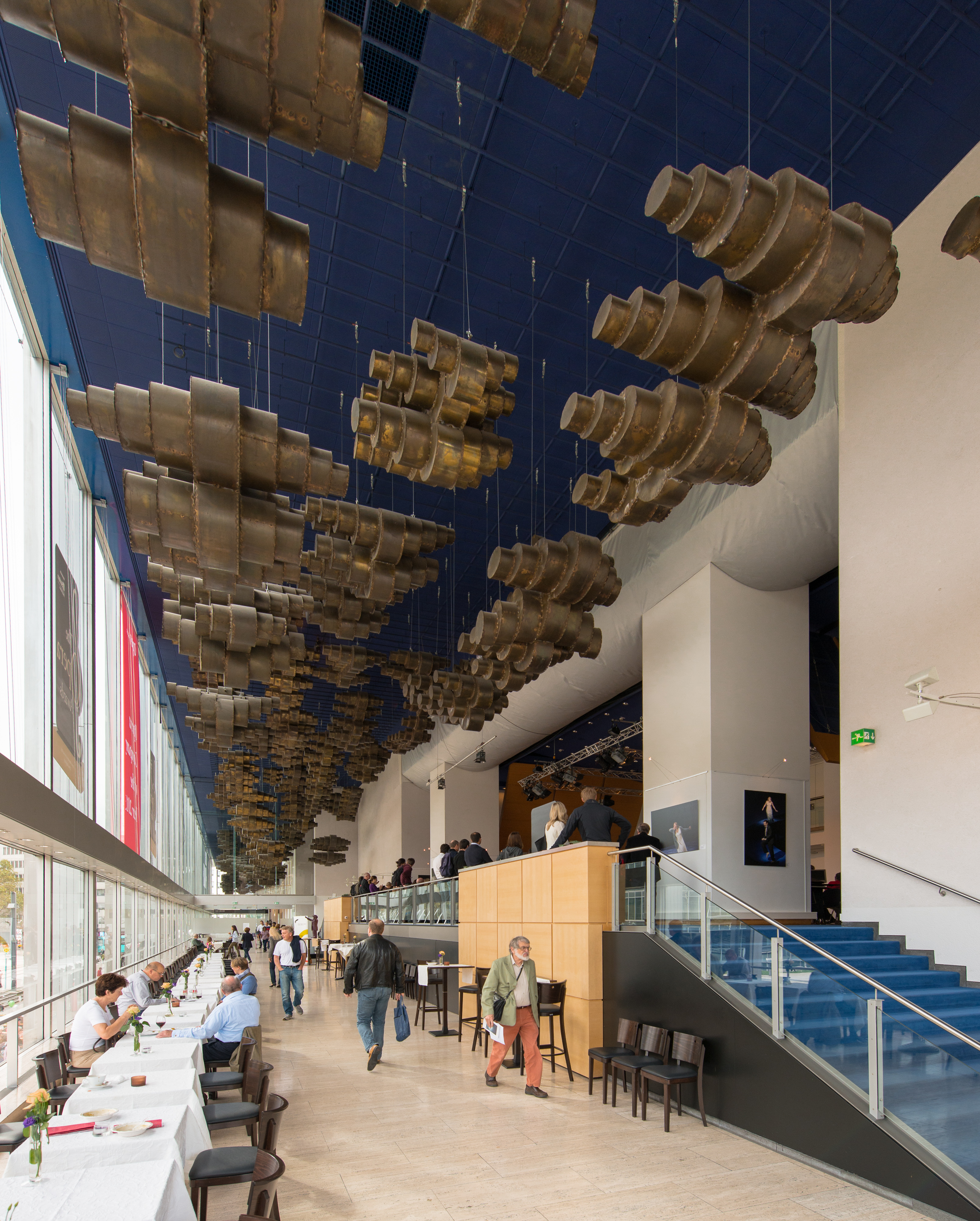
Die „Goldwolken“-Plastik im Foyer

1782 wurde das Frankfurter Comoedienhaus am Roßmarkt als erstes städtisches Theater eröffnet. Es war lange Zeit die einzige Spielstätte, bis 1880 die Alte Oper am Bockenheimer Tor hinzukam. Das Comoedienhaus wurde danach zunächst für das Schauspiel weitergenutzt. Beide Sparten wurden als „Vereinigte Stadttheater“ unter der Leitung des Generalintendanten Emil Claar geführt.
Als das alte Haus endgültig zu klein für die wachsende Zahl der Theaterbesucher wurde. entschloss man sich 1899 zum Bau eines neuen, großen Schauspielhauses. Als Standort wählte man ebenfalls, wie schon bei der Oper, den Anlagenring. Das Bauwerk sollte in seiner Größe alles bisherige übertreffen und erhielt eine Fassade im Jugendstil. 1902 konnte es eröffnet werden.
Es wurde neben dem Berliner Theater zu einer der wichtigsten Bühnen in Deutschland und erlebte eine besondere Blütezeit in den Zwanziger Jahren. Ab 1919/20 wurden die Vereinigten Stadttheater als „Städtische Bühnen“ bezeichnet.
Nach der Machtergreifung der Nationalsozialisten wurden auch die Städtischen Bühnen gleichgeschaltet. Zahlreiche jüdische Künstler wurden aus ihren Ämtern verjagt, darunter auch der Direktor des 1911 gegründeten Neuen Theaters in der Mainzer Landstraße, Arthur Hellmer. Sein privates Theater wurde 1934 als „Kleines Haus“ den Städtischen Bühnen angegliedert. Die Bühnen erlebten in dieser Zeit einen künstlerischen Niedergang und einen deutlichen Rückgang der Besucherzahlen.
Im Zweiten Weltkrieg wurden das Opernhaus und das Neue Theater bei den Luftangriffen auf Frankfurt am Main zerstört, das Schauspielhaus schwer beschädigt. In der Nachkriegszeit fanden die Aufführungen deswegen zunächst im Saal der Frankfurter Wertpapierbörse statt. Da an einen Wiederaufbau des Opernhauses zunächst nicht zu denken war, entschloss man sich dazu, das ehemalige Schauspielhaus als „Großes Haus der Städtischen Bühnen“ wiederherzurichten. Dafür wurde das Haus 1950 bis 1951 umfassend umgebaut. Vollständig neu errichtet wurde dabei das Bühnenhaus, das die damals größte Drehbühne Europas erhielt.

## Ausbau zur Theaterdoppelanlage
1958 wurde beschlossen, das Gebäude noch einmal komplett umzubauen und neben dem nun vorwiegend für die Oper genutzten Großes Haus eine zweite große Bühne für das Schauspiel zu errichten. Damit entstand die bis heute genutzte Theaterdoppelanlage. 1959 wurde mit den Bauarbeiten begonnen. Den Umbau leitete das Büro von Otto Apel (seit 1961 ABB Architekten: Otto Apel, Hannsgeorg Beckert, Gilbert Becker). Dabei wurde die erhaltene historische Jugendstilfassade des alten Schauspielhauses komplett abgerissen. Das Gebäude bekam eine neue Fassade, das gläserne Foyer, das zum Willy-Brandt-Platz hin die beiden Bereiche von Oper und Theater verklammert. Auch wenn der Gebäudekomplex vom Platz her wie ein kompletter Nachkriegs-Neubau erscheint, beinhaltet er im Bereich der Oper noch zahlreiche Bauteile aus dem Jahre 1902; in einem Innenhof sieht man noch eine original erhaltene Fassade des ursprünglichen Schauspielhauses.
Marc Chagall (1887–1985) malte 1959 im Auftrag der Stadt für das Foyer das Gemälde Commedia dell’Arte.
Unter der Decke des Foyers hängt – über die ganze Breite des Gebäudes – die Plastik Goldwolken des ungarischen Künstlers Zoltán Kemény (1907–1965).
1963 wurde das Haus fertiggestellt. Am 12. November 1987 brannte der Bühnenturm des großen Hauses bei einem Feuer, das von einem Obdachlosen verursacht wurde, vollständig aus. In der Zeit, in der das Haus zerstört war, war die Oper im benachbarten Schauspiel beheimatet, das Schauspiel seinerseits im Bockenheimer Depot. Die Oper wurde in unveränderter Form wieder aufgebaut und 1991 wieder in Betrieb genommen.
2014 bis 2017 fand eine umfangreiche Bestandsaufnahme und Bewertung der Bausubstanz der Theaterdoppelanlage statt, da die Gebäude erheblichen technischen Sanierungsbedarf aufweisen, beispielsweise die Elektroinstallation, Kälte- und Belüftungsanlagen sowie die Abwasserleitungen. Aufgrund geänderter gesetzlicher Anforderungen, beispielsweise im Hinblick auf den Brandschutz und die Arbeitsstättenverordnung, werden zusätzliche Flächen benötigt. In einer Machbarkeitsstudie wurden drei Varianten untersucht: Zwei Sanierungsvarianten und ein Neubau einer Theaterdoppelanlage am bestehenden Standort. Die benötigte Investitionssumme der drei untersuchten Varianten lag zwischen ca. 850 und 890 Mio. Euro und überstieg die finanziellen Möglichkeiten der Stadt. Am 26. April 2018 beauftragte die Stadtverordnetenversammlung den Magistrat mit der Prüfung und Berichterstattung zur Sanierung der Städtischen Bühnen. Für die Prüfung wurde eine Stabsstelle unter Leitung von Michael Guntersdorf eingerichtet, der zuvor das Dom-Römer-Projekt geleitet hatte.
Im Januar 2020 beschloss die Stadtverordnetenversammlung Frankfurt mit 90 von 93 Stimmen, eine Sanierung der Theaterdoppelanlage nicht weiterzuverfolgen und beauftragte den Magistrat, einen Vorschlag für den Neubau von Schauspiel und Oper zu erarbeiten.  Der Bericht des Magistrats und der Stabsstelle Zukunft der Städtischen Bühnen lag im Mai 2020 vor. Im Mai 2020 veröffentlichte das hessische Landesamt für Denkmalpflege zudem ein Gutachten, das den Denkmalwert insbesondere des Foyers mit den Goldwolken Keménys und damit das öffentliche Interesse an dem Erhalt des Gebäudes mit seinen Kunstwerken bestätigt.
Im September 2020 beauftragten die Stadtverordneten den Magistrat, die Neubauoptionen auf ihre Realisierbarkeit zu prüfen und die Ergebnisse der Stadtverordnetenversammlung zur Entscheidung vorzulegen. Die zu untersuchenden Optionen umfassen: Neubau einer Theaterdoppelanlage am Willy-Brandt-Platz, Neubau an einem anderen geeigneten Standort sowie Neubau einer Oper oder eines Schauspielhauses am Willy-Brandt-Platz und des anderen Gebäudes auf einem gut erschlossenen Grundstück in Frankfurt am Main.
Die politische Meinungsbildung in den städtischen Gremien wird durch eine Reihe von öffentlichen Veranstaltungen und Initiativen begleitet. Das Deutsche Architekturmuseum veranstaltete von Juni bis September 2020 eine Ausstellung zur Zukunft der Städtischen Bühnen. Denkmalschützer und Architekten fordern den Erhalt und die Sanierung der derzeitigen Doppelanlage. Das hessische Landesamt für Denkmalpflege stellte das Foyer der Städtischen Bühnen unter Denkmalschutz. Eine Bürgerinitiative spricht sich dagegen für die originalgetreue Rekonstruktion des ehemaligen Schauspielhauses aus und sammelte Unterschriften für ein Bürgerbegehren „Rettet das Schauspielhaus“. Eine Rekonstruktion wird von den städtischen Gremien grundsätzlich abgelehnt, weil höchstens 20 Prozent der relevanten ursprünglichen Baumasse erhalten seien und das alte Schauspielhaus, vor allem im Hinblick auf Größe und Technik der Bühne, nicht den heutigen Anforderungen entspreche. Nach einem im März 2021 bekannt gewordenen Gutachten des städtischen Rechtsamtes ist ein Bürgerentscheid aufgrund des Bürgerbegehrens unzulässig. Es fehle ein Finanzierungskonzept und der Titel „Rettet das Schauspielhaus“ sei irreführend, da es mangels historischer Bausubstanz nicht um eine Sanierung, sondern einen Neubau gehe. Es seien „von der Rohbausubstanz nur noch etwa 25, von der Außenarchitektur ungefähr zehn Prozent, von der Baudekoration gut sieben und von der Inneneinrichtung nicht mehr als ein Prozent übrig“.

## Organisation
Bis 1972 wurden die städtischen Bühnen durch einen Generalintendanten geleitet, seitdem sind die Sparten künstlerisch eigenständig und werden vom Bühnenservice technisch bedient und verwaltet. Die Städtischen Bühnen Frankfurt am Main wurden 2004 in eine eigenständige GmbH umgewandelt. Als Geschäftsführer fungieren die beiden künstlerischen Intendanten Bernd Loebe und Anselm Weber. Gesellschafter ist zu 100 % die Stadt Frankfurt am Main.
Von 1995 bis zur Schließung 2004 gehörte auch das Theater am Turm zu den Städtischen Bühnen. Ebenfalls 2004 wurde die Sparte Ballett, das Ballett Frankfurt geschlossen. William Forsythe, der seit 1984 Intendant des Ballets gewesen war, setzte sein Programm jedoch ab April 2005 mit der Kompagnie The Forsythe Company fort. Die Kompagnie wurde 2015 in Dresden Frankfurt Dance Company umbenannt und wird seit 2023 vom ehemaligen Forsythe Company Tänzer Ioannis Mandafounis geleitet.

## Ehrenmitglieder
Die folgenden Personen sind Ehrenmitglieder der Städtischen Bühnen Frankfurt:
- Arthur Bauer, Schauspieler (1895–1927)
- Harry Buckwitz, Generalintendant (1951–1968)
- Hans Peter Doll, Intendant (1990–1993)
- Christoph von Dohnanyi, Generalmusikdirektor (1968–1977)
- Mathilde Einzig, Schauspielerin (1902–1933)
- Wilfried Elste, Schauspieler (1972–2004)
- Peter Eschberg, Schauspielintendant (1991–2001)
- William Forsythe, Choreograph und Ballettintendant (1984–2004)
- Josef (Jupp) Gareis, Sänger (1905–1935)
- Michael Gielen (Ehrendirigent), Operndirektor und Generalmusikdirektor (1977–1987)
- John Gläser, Opernsänger (1917–1940)
- Kammersänger Heinz Hagenau (1963–1994)
- Anny Hannewald, Schauspielerin (1935–1967)
- Alfred Hauck, Opern- und Operettensänger (1886–1916)
- Helga Heil, Tänzerin, Choreographin, Ballettmeisterin (1950–1994)
- Arthur Hellmer, Schauspieler (1905 1910), dann Leiter (und Eigentümer) des Neuen Theaters (1911–1934)
- Toni Impekoven, Schauspieler, Autor (1914–1944) und Intendant des Schauspiels (1945–1947)
- Cläre Kaiser, Schauspielerin (1934–1979)
- Heinrich Koch, Schauspieldirektor (1957–1968)
- Karl Kremer, Chefkorrepetitor und Leiter Bühnenmusik (1908–1947)
- Karl Luley, Schauspieler (1919–1966)
- Anita Mey, Schauspielerin (1936–1972)
- Bernhard Minetti, Schauspieler (1951–1956)
- Peter Palitzsch, Schauspielintendant (1972–1980)
- Mathieu Pfeil, Schauspieler (1907–1934)
- Hans Pfitzner, Komponist
- Günther Rühle, Schauspielintendant (1985–1990)
- Alexander Sander, Verwaltungsdirektor (1945–1951)
- Robert von Scheidt, Opernsänger (1912–1939)
- Kammersängerin Anny Schlemm, Opernsängerin (1952–1994)
- Hermann Schramm, Sänger (1899–1933)
- Georg Solti, Generalmusikdirektor (1952–1961)
- Hans Wilhelm Steinberg, Generalmusikdirektor (1929–1933)
- Jean Stern, Opernsänger (1923–1953)
- Maximillian Freiherr von Vequel–Westernach, Technischer Direktor (1951–1954 und 1963–1989)
- Max Walther, Bühnenbildner (1880–1926)
- Richard Weichert, Regisseur und Schauspielintendant (1919–1929 und 1947–1952)
- Hans-Dieter Zeidler, Schauspieler (1957–1967)